# 考洛兹诺
考洛兹诺，是匈牙利托尔瑙州所辖的一个村。总面积18.35平方公里，总人口163，人口密度8.9人/平方公里（2011年1月1日）。